# Jean-Paul Janssen
Pour les articles homonymes, voir Janssen.
Jean-Paul Janssen, né le 10 juillet 1940 à Saint-Rémy-sur-Avre (Eure-et-Loir) et mort le 21 février 1986 à Paris 10e, est un réalisateur, documentariste et journaliste reporter d'images français. Il est connu pour les films d'escalade qu'il a réalisés, notamment Opéra vertical et La Vie au bout des doigts. Jean-Paul avait un frère jumeau réalisateur et cadreur lui aussi, Jean Pierre Janssen, mort le 11 mai 2013. Son fils Alexandre habite l'île de La Réunion à ce jour, ainsi que son ancienne compagne Stéph Moreno.

## Carrière
Dans les années 1960, Jean-Paul Janssen est un des cadreurs de l'émission 5 colonnes à la une.
Pendant la guerre du Viêt Nam, c'est avec son frère Jean-Pierre Janssen que François Chalais réussit à filmer un pilote américain prisonnier à Hanoï, qui s'avère être John McCain, futur candidat républicain à l'élection présidentielle américaine de 2008,.
Il a tourné dans Treize jours en France de Claude Lelouch et François Reichenbach, le film sur les Jeux olympiques de 1968 à Grenoble en France, la scène de la chute d'un skieur. Janssen suivait en gros plan le casque qui s'envole vers la vallée en rebondissant.
Sa plus grande déception : quand le film L'Amour de la vie - Artur Rubinstein a reçu en 1970 l'Oscar pour le meilleur film documentaire, on louait François Reichenbach pour sa « caméra à l’épaule », bien que ce soit Janssen qui a pratiquement tourné seul toutes les images du film (sur le générique il manquait un 's' a son nom). 

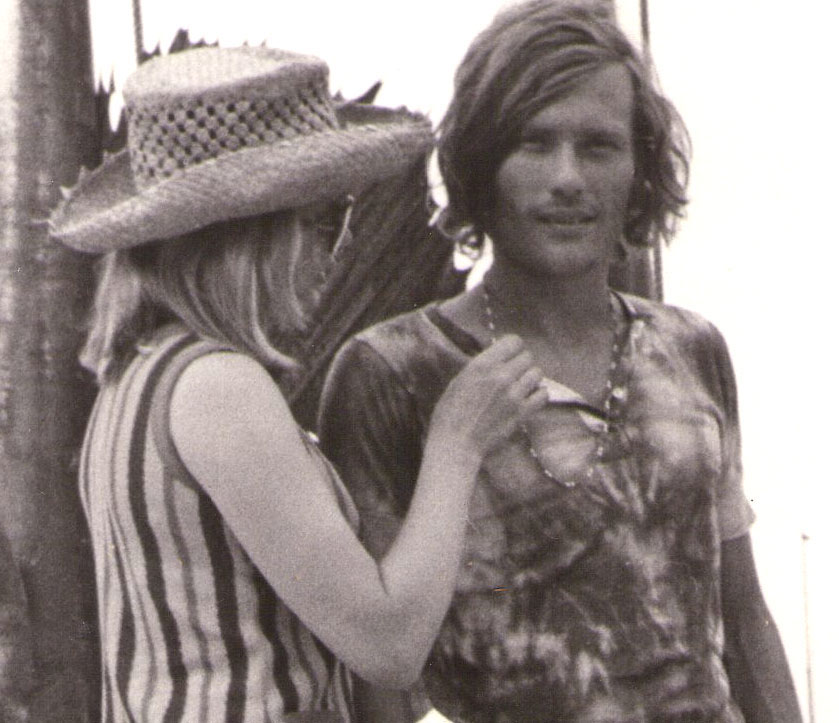
Jean Paul Janssen avec sa femme Edda Sörensen

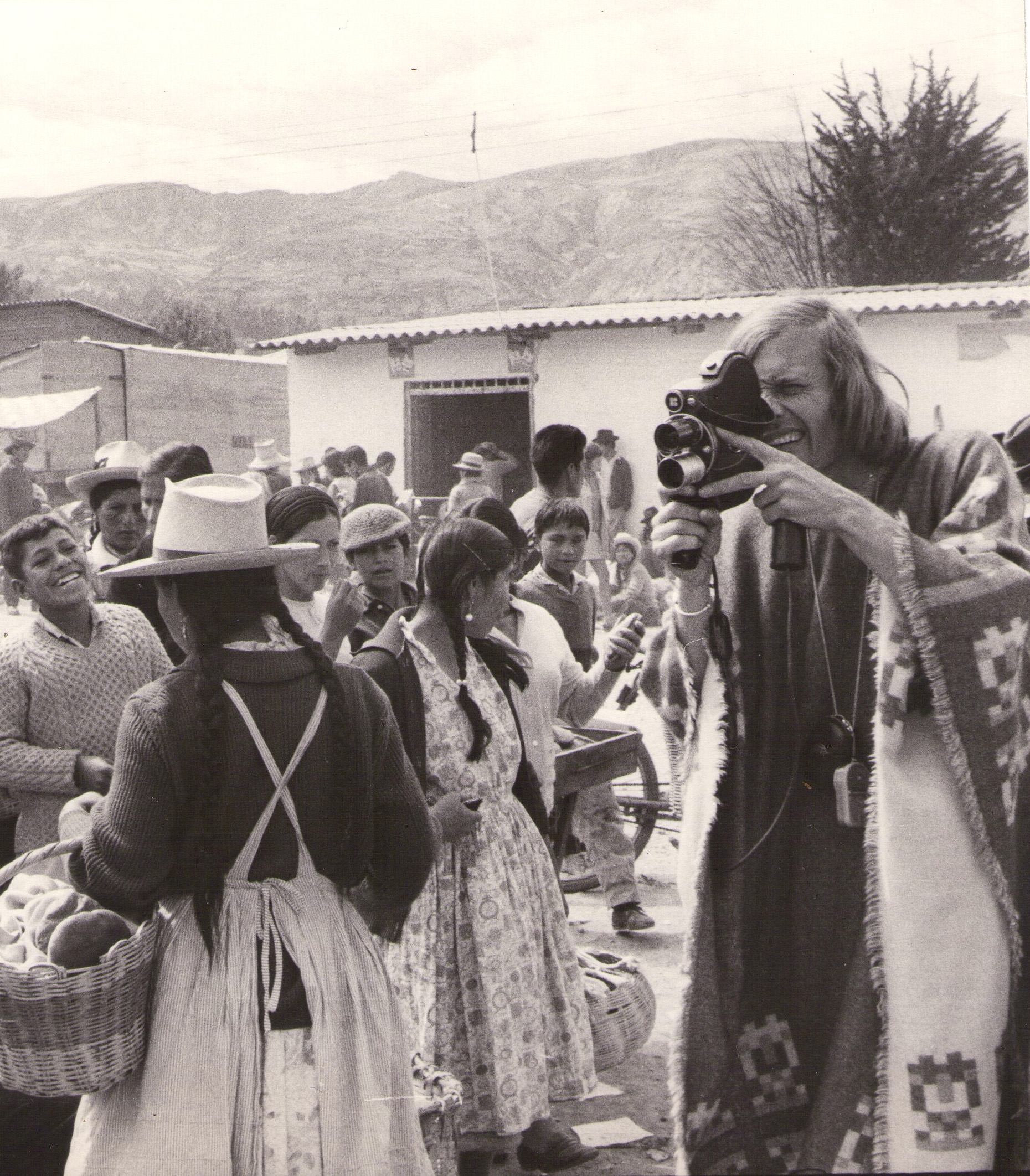
Jean-Paul Janssen au Pérou en 1970

Pendant le tournage de La Descente infernale (en anglais : Downhill Racer) avec Robert Redford à Sankt Anton en Autriche, il rencontre la journaliste norvégienne Edda Sörensen, qu'il épouse en juin 1969.
Ils produisent ensemble le documentaire Narragansett la régate Los Angeles-Tahiti. Le skipper du voilier était Alain Colas, à qui Serge Gainsbourg a dédié sa chanson Manureva. Après la diffusion sur la 2e chaîne, un critique du Monde a appelé ce film de 26 minutes, un poème de la mer. « Avez-vous aimé le vieil homme et la mer ? Alors vous allez adorer le Narragansett. » Deux ans plus tard, il réalise Pen Duick III un documentaire de 52 minutes sur la régate transatlantique de Capetown à Rio de Janeiro à bord du voilier de Éric Tabarly. 
Janssen focalise ensuite son travail sur l'escalade. Il signe d'abord une trilogie documentaire sur le grimpeur Patrick Berhault : Overdon (1980), OverIce (1981) et Oversand (1981). Il réalise ensuite deux films sur le grimpeur français Patrick Edlinger, Opéra vertical et surtout La Vie au bout des doigts (1982), pour lequel il est nommé au César du meilleur court-métrage documentaire lors de la 9e cérémonie en 1984.
Après sa mort due à un cancer généralisé, ont été créés les Marsiannes, un festival vidéo d'aventures sportives et de découverte qui comportait une compétition vidéo en hommage à Jean-Paul Janssen. Les lauréats recevaient un « Janssen », pièce unique blanc de chine avec coulées or, créé par le céramiste Jean Girel.
« Il avait tout pour lui, et tout lui allait : la jeunesse, la virilité, les caméras, le soleil et la pluie, les vêtements, la géographie, les enfants et les femmes » (François Chalais)
« Son œil émerveillé happe l'objet à travers l'objectif, l'isole, le transforme, le transpose, en fait un objet unique, un tableau mouvant, un poème de couleurs » (René Barjavel)
« C'est pour tout cela mon Paulo, que chaque fois que l'on regarde un coucher de soleil depuis qu't'as fait la valise, on a l'cœur qui prend l'ascenseur » (Pierre Bachelet)